# Aurela Gaçe
Aurela Gaçe (n. 16 octombrie 1974) este o cântăreață albaneză. Ea a reprezentat Albania la Eurovision 2011, cu melodia Feel The Passion, terminând pe locul 14 în semifinala de la Düsseldorf, Germania. A fost jurată a celui de-al treilea sezon de la The Voice of Albania. După încheierea sezonului respectiv ea a anunțat că nu se va mai întoarce în juriul acelui spectacol.

## Discografie

### Albume
- 1998: Oh Nënë
- 1998: The Best
- 2001: Tundu Bejke
- 2001: Superxhiro
- 2008: Mu Thanë Sytë
- 2012: Paraprakisht

### Single-uri
- 1993: "Pegaso"
- 1994: "Nuk mjafton"
- 1995: "Nata"
- 1996: "Me jetën dashuruar"
- 1997: "Pranvera e vonuar"
- 1997: "Fati ynë shpresë dhe marrëzi"
- 1998: "E pafajshme jam"
- 1999: "S’jam tribu"
- 2000: "Cimica"
- 2001: "Jetoj"
- 2007: "Hape veten"
- 2008: "Bosh"
- 2009: "Mu thanë sytë"
- 2009: "Jehonë" (feat. West Side Family)
- 2010: "Origjinale" (feat. Dr. Flori & Marsel)
- 2010: "Kënga ime"
- 2011: "Feel the Passion"
- 2011: "CA$H" (feat. Mc Kresha)
- 2012: "Tranzit"
- 2012: "Boom Boom Boom"
- 2012: "Ja ke nge"
- 2013: "Shpirt i shpirtit tim"
- 2013: "Dua"
- 2014: "Merrem sonte"
- 2014: "Pa kontroll" (feat. Young Zerka)